# Yang Meng-hua
Yang Meng-hua (chiń. trad. 楊孟樺; pinyin Yáng Mènghuà; ur. 15 sierpnia 1991 w Luzhou) – tajwańska  siatkarka grająca na pozycji libero. Obecnie występuje w drużynie NCUE.
W roku 2010 podczas eliminacji do Grand Prix siatkarek 2010 została uznana za najlepszą libero, pokonując Niemkę Kerstin Tzscherlich i Yūko Sano.
Ponadto podczas tych samych zawodów była trzecią najlepiej przyjmującą zawodniczką eliminacji, plasując się za Włoszką Francesca Piccinini i Chinką Zhang Xian.